# Renault Kardian
La Renault Kardian est un crossover compact du constructeur automobile français Renault produit à partir de 2023, à destination de l'Amérique latine, de l'Afrique et du Moyen-Orient.

## Présentation
Le 28 août 2023, Renault annonce l'arrivée d'un nouveau modèle nommé Kardian, destiné à l'Amérique latine, puis dans un second temps à l’international. La Renault Kardian est présentée le 25 octobre 2023 à Rio de Janeiro au Brésil. Ce même jour, Renault annonce que le modèle doit également être produit dès 2024 par la Somaca au Maroc pour les pays d'Afrique et du Moyen-Orient.
Son patronyme commence par un « K », comme plusieurs SUV et crossovers récents à vocation internationale de la marque (Koleos, Kaptur, Kadjar, Kwid ou Kiger). Selon Renault, ce nom Kardian est censé évoquer les mots « guardian » (gardien en anglais) et « cardio », et doit être prononcé à la française,.

Le lancement commercial du Kardian au Brésil intervient au premier semestre 2024. 

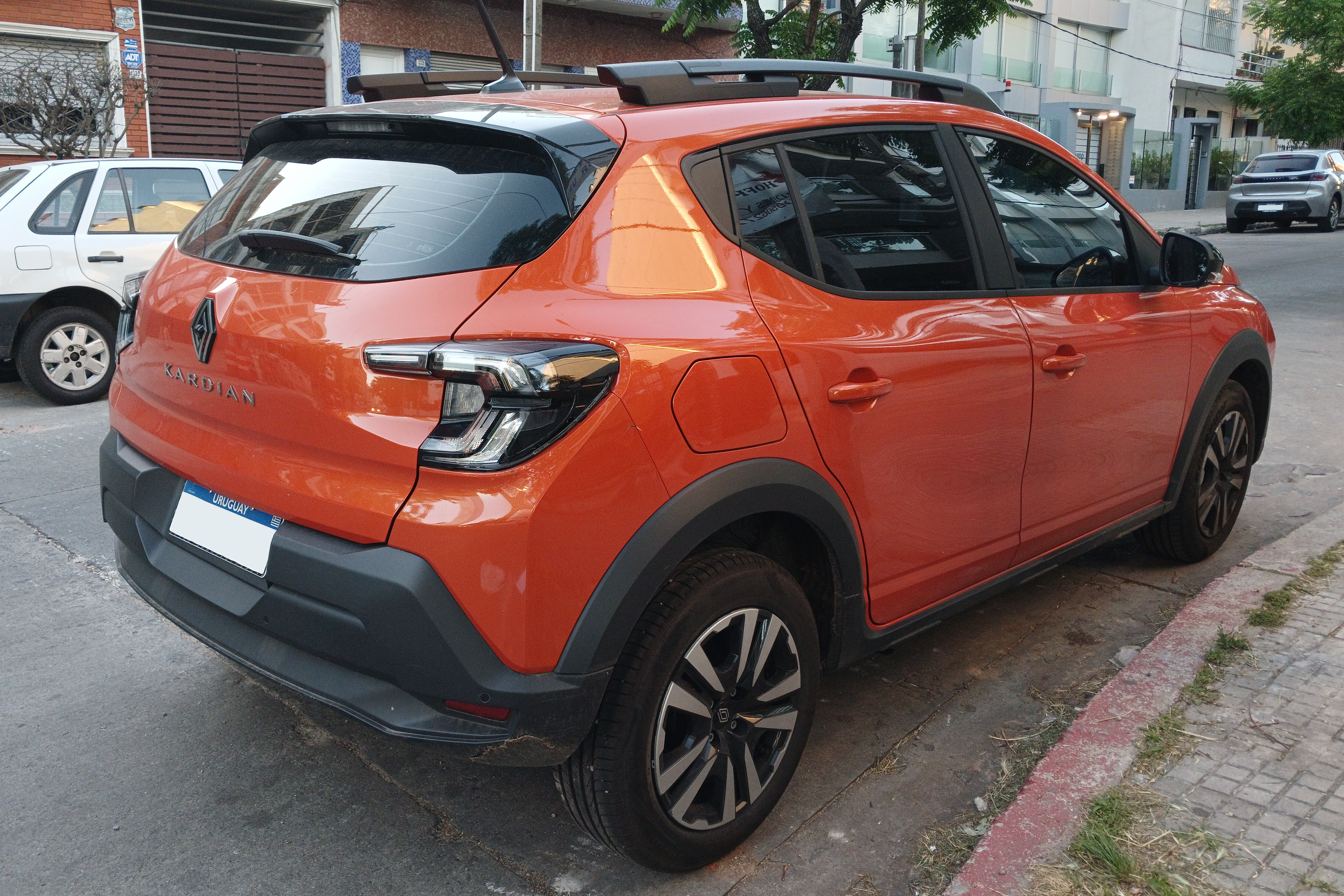
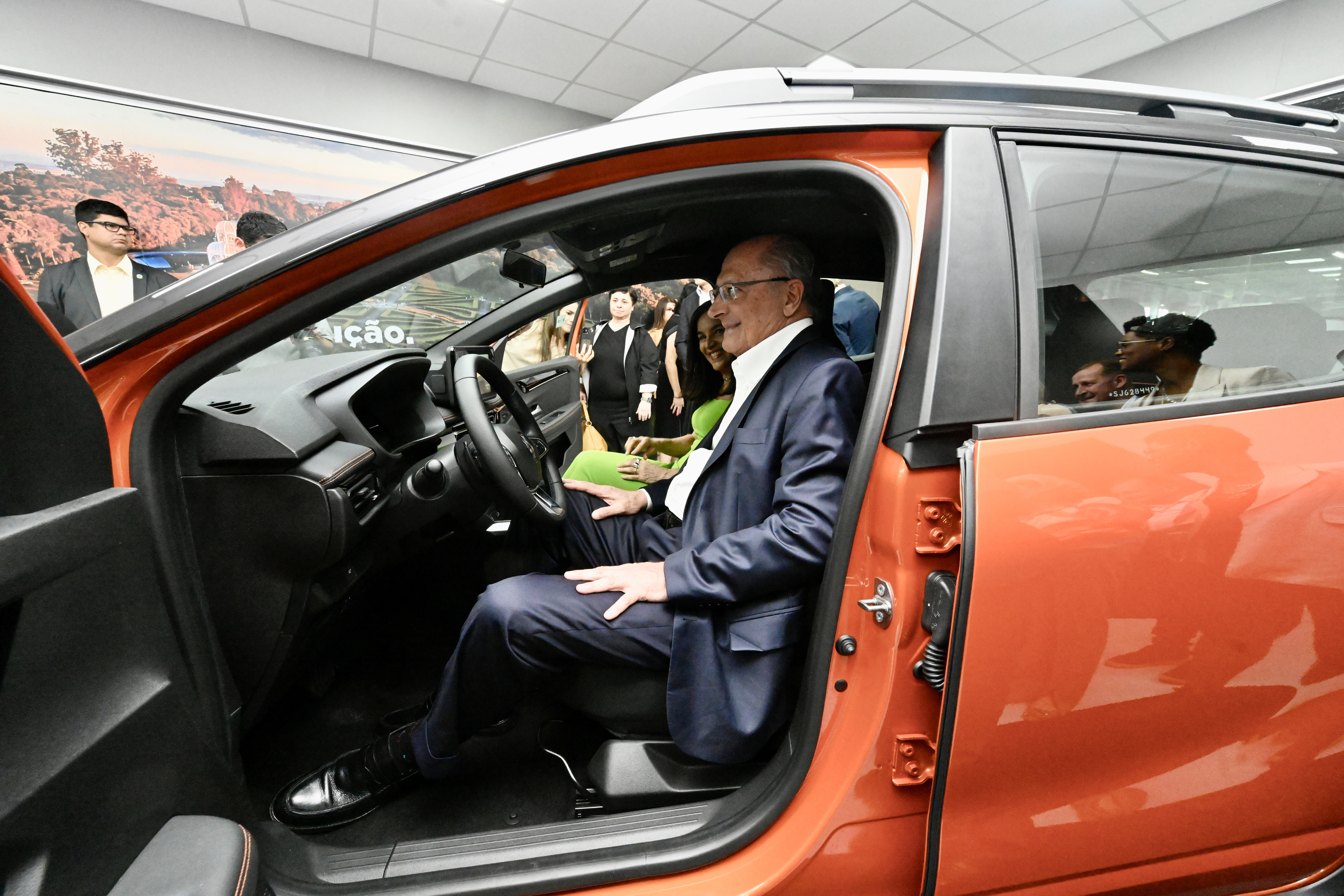

Il cohabite au sein de la gamme sud-américaine avec la Renault Stepway (Dacia Sandero II), moins moderne mais plus abordable.

## Caractéristiques techniques
La Kardian repose sur une inédite évolution de la plateforme technique CMF-B du Groupe Renault, appelée RMP (Renault Modular Platform), spécifiquement destinée aux marchés émergents et multi-énergies (adaptée à tout type de motorisation, y compris 100% électrique),,. Elle reprend toutefois de nombreux éléments techniques de la Dacia Sandero III, à l'empattement identique.
Il bénéficie d'une garde au sol de 209 mm.

### Motorisations
Lors de sa présentation officielle qui a lieu le 25 octobre 2023. Renault annonce un moteur essence 3 cylindres 1.0 qui en version bio-éthanol développe 125 ch et 220 Nm de couple grâce à l'adoption d'une injection directe et un turbo. Ce moteur est fabriqué localement, dans la même usine brésilienne que le Kardian. Il est couplé à une inédite boite EDC6, fabriquée par Magna en Chine.

## Finitions
3 finitions sont proposées au lancement du véhicule au Brésil:
- Evolution
- Techno
- Premiere Edition

plus tard, le finitions Premiere Edition a été remplacé par:
- Iconic

## Projet avorté
Une version destinée au marché russe était en cours de développement, avec de nombreuses spécificités techniques et stylistiques, mais celui-ci a été stoppé avant d'arriver à terme. En effet, malgré le niveau d'avancement du projet (test de prototypes), le véhicule n'a jamais pu être commercialisé à cause du retrait de Renault de Russie, consécutif aux sanctions occidentales contre la Russie lors de l'invasion de l'Ukraine par cette dernière. Parmi les différences stylistiques visibles à l'extérieur, on peut citer les boucliers avant et arrière, la calandre plus arrondie, les rétroviseurs plus allongés, les feux arrières horizontaux, la plaque d'immatriculation arrière positionnée sur le hayon et le design de ce dernier qui est totalement différent (découpe et modelage).